# Пирлитор
Пирлитор је средњовековно утврђење у Црној Гори, чији се остаци налазе на ивици Језерској висоравни (Дурмитор), на једном узвишењу високо изнад ријеке Таре.
У историјским изворима се Пирлитор не помиње. Лежао је на средњовјековном путу Никшић – Пљевља, који је ишао преко пространог и високог платоа Језера на висини од око 1450 м. Са Пирлитора, гдје је било мало утврђење, свакако за чување пута, стрмо је силазио у дубоки кањон Таре, испод села Левера. На Језерима је 1399. године био двор Сандаља Хранића, а и херцег Стјепан Вукчић Косача је 1453. године боравио на Језерима, гдје су вођени разговори са дубровачким посланицима о миру. Није искључено да је двор Сандаљев и мјесто боравка Херцеговог био баш Пирлитор, који је по свему до сада познатом био једино утврђено мјесто на Језерима.
Незнатни остаци града леже на једном узвишењу, на ивици висоравни Језера а високо изнад ријеке Таре. Једини дио зида који се данас може видјети, вјероватно дио једне куле, налази се на највишој тачки узвишења испод кога је према Тари изгледа био суви шанац.
Предање везује Пирлитор за војводу Момчила, који се спомиње у епској народној пјесми Женидба краља Вукашина.

## Напомена
- Напомена: Текст овог чланка је делом, или у потпуности, преузет са ове странице презентације Средњевјековни градови Црне Горе, уз одобрење. Као основа за израду презентације коришћена је књига Павла Мијовића и Мирка Ковачевића „Градови и утврђења у Црној Гори“ (Београд-Улцињ 1975), чији су поједини делови укључени у њу, уз дозволу аутора.